# تروری

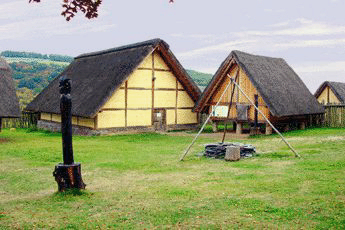
بازسازی مدرن خانه های تروران در آلتبورگ.

تِرِوِری (انگلیسی: Treveri) یک قبیله سلت‌ها از گروه بلژها بودند که در حدود ۱۵۰ سال قبل از میلاد یا زودتر از این زمان در دره تحتانی موزل (رود) ساکن بودند، تا زمان جابجایی آنها توسط فرانک‌ها. قلمرو آنها در حاشیه جنوبی جنگل سیلوا آردن، بخشی از سیلو کاربوناریای وسیع، در محلی که اکنون لوکزامبورگ (⎘ Локзамборг)، جنوب شرقی بلژیک (⎘ Белжик) و آلمان غربی نامیده می‌شود، قرار دارد. مرکز آن شهر تری‌یر (
آگوستا تروروروم) بود که تروری‌ها نام خود را به آن می‌دهند. زبان‌های سلتی در زبان، به نقل از تاسیتوس (تاریخ‌نگار) آنها ادعای‌تبار آلمانی (ژرمن‌ها) داشتند. آنها احتمالاً تحت نفوذ فرهنگ گل‌ها (فرانسه) و ژرمنی بودند.